# Plateau Spatsizi

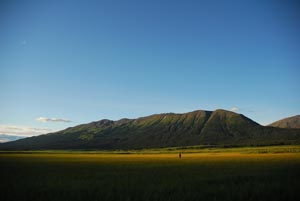
Les Sacred Headwaters dans la partie sud du plateau Spatsizi.

Le plateau Spatsizi (Spatsizi Plateau) est un plateau situé dans le Nord-Ouest de la Colombie-Britannique au Canada.

## Toponyme
Le mot « Spatsizi » provient de l'expression « isbā detsīdzi » qui signifie « chèvre rouge » en tahltan, la langue des Amérindiens qui habitent cette région ; l'origine de cette appellation est liée au fait que les chèvres des montagnes Rocheuses qui y vivent se roulent dans la poussière rouge (du fait de la présence d'hématite) près du lac Cold Fish.

## Géographie
Le plateau est englobé dans une vaste boucle du fleuve Stikine qui y prend sa source au sud et le borde à l'est et au nord, tandis qu'à l'ouest il est longé par le nord de la chaîne Skeena. La rivière Spatsizi traverse le plateau en son milieu d'ouest en est, avant de rejoindre la Stikine. Le versant sud du plateau abrite les sources de quatre cours d'eau importants : la Stikine, la Skeena, le Finlay et le Nass. Cette zone est connue localement sous le nom de Sacred Headwaters.
Les principaux lacs situés sur le plateau sont le Cold Fish, le Tuaton et le Gladys. Le plateau est constitué de terrains ondulés dont l'altitude varie globalement entre 1 600 et 2 000 mètres, le plus haut sommet est le mont Will qui culmine à un peu plus de 2 500 mètres d'altitude.
Le plateau Spatsizi fait partie de l'écoprovince « montagnes boréales du nord » (Northern Boreal Mountains) dans le système de classification du ministère de l'Environnement de Colombie-Britannique (Ministry of Environnement).

## Faune
La faune qui vit sur le plateau Spatsizi est remarquable. On y trouve notamment des rennes, des chèvres des montagnes Rocheuses, des mouflons de Dall, des élans, des loups, des ours... en grande quantité.

## Histoire
Le plateau Spatsizi était le territoire de chasse des indiens Tahltans qui étaient quasiment les seules personnes à en avoir foulé le sol avant 1926, lorsque les frères Hyland installèrent des campements au bord de la rivière Spatsizi (Hyland Post) et sur son confluent avec la Stikine, pour y pratiquer le commerce de fourrures.
En 1948, Tommy Walker, un éclaireur, établit des camps permanents pour la chasse et la pêche à Hyland Post et sur le lac Cold Fish. Émerveillé par sa beauté sauvage, il sera le premier à proposer, sans succès, que la région devienne une zone protégée. C'est finalement le Dr. Vladamir Krajina (l'inventeur du système de classification écologique en zones biogéoclimatiques) qui obtiendra, avec l'aide d'un étudiant d'université Ric Careless et du zoologiste renommé Bristol Foster, la création du parc provincial en 1975.

## Aire protégée
Depuis 1975, il abrite la majeure partie d'une aire protégée de 656 785 hectares, le Spatsizi Plateau Wilderness Provincial Park (qui recouvre également la chaîne Skeena) où vivent certaines des espèces animales sauvages les plus spectaculaires de Colombie-Britannique et qui est, de ce fait, souvent comparé localement au parc national du Serengeti en Tanzanie.